# بول دبليو ريتشاردز
بول دبليو ريتشاردز (بالإنجليزية: Paul W. Richards)‏ (و. 1964 – م) هو رائد فضاء من الولايات المتحدة الأمريكية . ولد في سكرانتون .

## ريادة الفضاء
شارك في المهمات الفضائية:
- STS-102.

## التعليم
تعلم في جامعة دركسل